# Aleuroplatus plumosus
Aleuroplatus plumosus es un hemíptero de la familia Aleyrodidae, con una subfamilia: Aleyrodinae.
Fue descrita científicamente por primera vez por Quaintance en 1900.